# Otiothops giralunas
Espèce
Otiothops giralunas est une espèce d'araignées aranéomorphes de la famille des Palpimanidae.

## Distribution
Cette espèce est endémique du Guyana. Elle se rencontre dans le Haut-Takutu-Haut-Essequibo.

## Description
Le mâle holotype mesure 3,64 mm.

## Publication originale
- Grismado, 2002 : Palpimanid spiders from Guyana: new species of the genera Fernandezina and Otiothops (Araneae, Palpimanidae, Otiothopinae). Iheringia, Série Zoologia, vol. 92, p. 13-16 (texte intégral).